# Ullahau
Ullahau este o arie protejată (arie specială de conservare — SAC, sit de importanță comunitară — SCI) din Suedia întinsă pe o suprafață de 143,5 ha, integral pe uscat.

## Localizare
Centrul sitului Ullahau este situat la coordonatele 57°57′51″N 19°15′06″E / 57.9641°N 19.2518°E.

## Înființare
Situl Ullahau a fost declarat sit de importanță comunitară în decembrie 1995 pentru a proteja un număr necunoscut de specii din flora spontană și fauna sălbatică aflate în arealul zonei. Situl a fost protejat și ca arie specială de conservare în martie 2011.

## Biodiversitate
Situată în ecoregiunea boreală, aria protejată conține 4 habitate naturale: Dune mobile de-a lungul țărmului cu Ammophila arenaria („dune albe”), Dune cu Salix repens ssp. argentea (Salicion arenariae), Dune împădurite din regiunile atlantică, continentală și boreală, Dune de coastă fixe cu vegetație erbacee („dune gri”).
La baza desemnării sitului se află un număr nedeclarat de specii protejate.